# Деревенская улица (картина)
«Деревенская улица» — картина русского художника Фёдора Васильева (1850—1873), написанная в 1868 году. Картина является частью собрания Государственной Третьяковской галереи (инв. 11027). Размер картины — 52,5 × 44,5 см (по другим данным — 52 × 44 см).

## История
Картина «Деревенская улица» была написана Фёдором Васильевым в 1868 году, когда автору было 18 лет. После лета 1867 года, проведённого на Валааме, в 1868 году художник обратился к теме деревенского пейзажа. Лето 1868 года Васильев провёл вместе с художником Иваном Шишкиным в деревне Константиновка рядом с Красным Селом под Петербургом (ныне входит в состав района Горелово). Помимо «Деревенской улицы», в этом году были написаны и другие известные произведения Васильева — «После грозы» и «Возвращение стада».
После смерти Фёдора Васильева, последовавшей в 1873 году, картина «Деревенская улица» оставалась у И. В. Васильева, а затем была приобретена художником и коллекционером Ильёй Остроуховым и стала частью собрания созданного им «музея Остроухова». После смерти Остроухова, последовавшей в 1929 году, его музей был расформирован, а картина «Деревенская улица» была передана в собрание Государственной Третьяковской галереи.

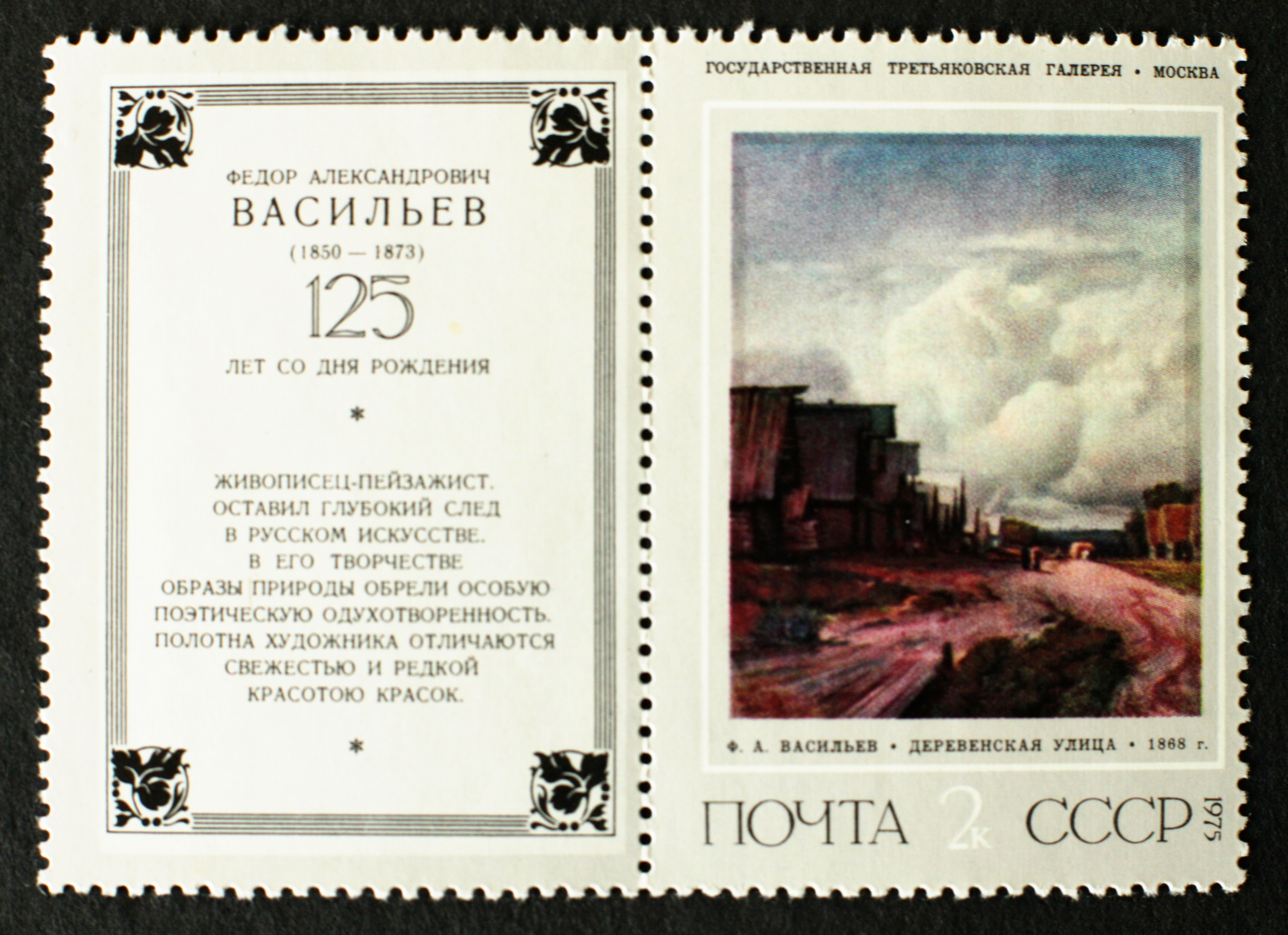
Картина «Деревенская улица» на почтовой марке СССР 1975 года

## Описание
На картине изображена немощёная дорога, проходящая через деревню и ограниченная справа и слева деревенскими домами. В левой нижней части картины находится деревянный пешеходный мостик. Вдали видны идущие по дороге люди, а на самом дальнем плане — полоса леса с золотистыми облаками над ним.
Сравнивая картины Васильева «Деревенская улица» и «После грозы», искусствовед Фаина Мальцева писала:
Мотив дороги становится в картинах ключевым, а типичный полужанровый сюжет, введённый в их образный строй, дополняет представление о жизненном укладе деревни и уводит мысль за её пределы. Попытка расширить показанную картину жизни реализуется в обеих картинах по-разному. Но более оригинально это решается в «Деревенской улице» с включённым в её композицию пешеходным мостиком и спускающейся вниз по оврагу дорогой, искусно срезанной рамой. Этим приёмом Васильев как бы выводит содержание картины за пределы изображённой в ней жизни и в то же время показывает её характерные приметы.